# Medalla de San Benito

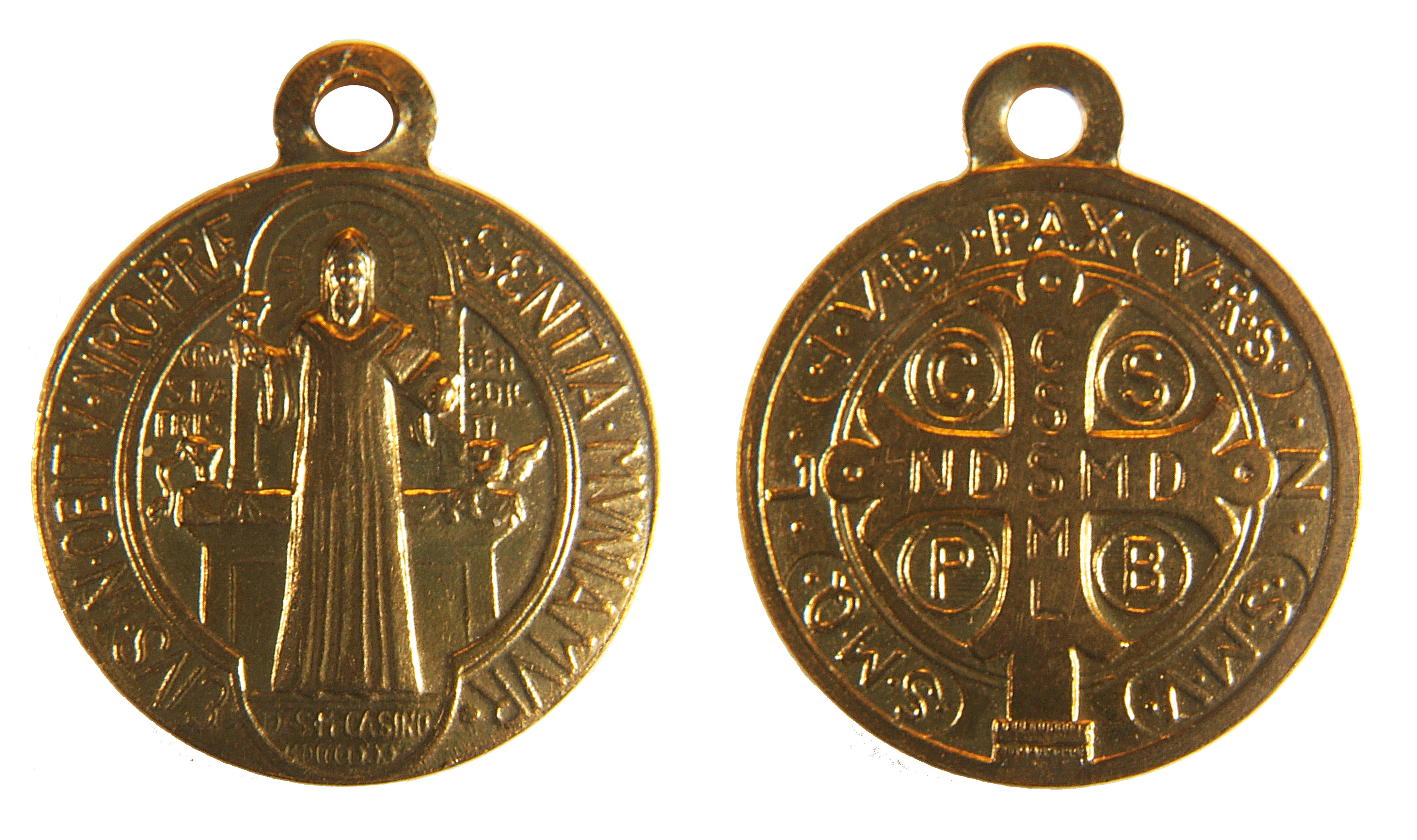
Reverso y anverso de una medalla de San Benito.

La medalla de San Benito es una medalla sacramental cristiana que contiene iconografía relacionada con san Benito de Nursia. Es usada por creyentes católicos, anglicanos, metodistas y ortodoxos de occidente.
Es una de las medallas más antiguas de la cristiandad, de Jesús y se atribuye a quien la porta poder contra el mal. El anverso de la medalla presenta una imagen de Benito de Nursia y el reverso tiene, entre otras cosas, las iniciales de la frase Vade retro satana, una fórmula católica de origen medieval que deriva de una frase que según el Evangelio de Marcos (8:33) fue pronunciada por Jesús de Nazaret.
La medalla de San Benito, conforme a la tradición cristiana, debe ser exorcizada y bendecida por un sacerdote católico benedictino.

## Historia

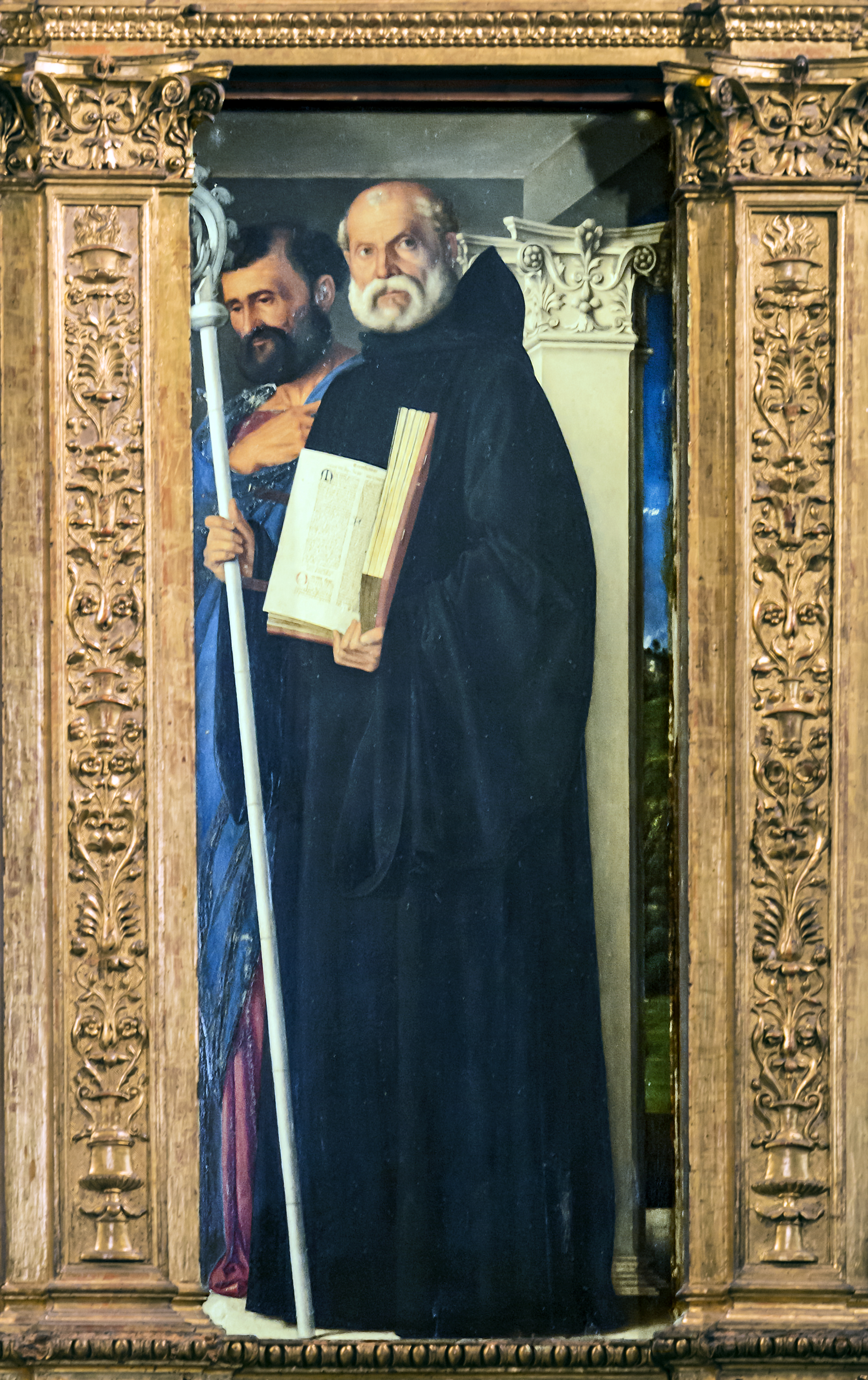
San Benito de Nursia.

La fecha exacta sobre la manufactura de la primera medalla de San Benito se desconoce. En algún punto de la historia de esta devoción cristiana se encontraron letras en la parte de atrás de la medalla. En el año 1647, unas mujeres fueron juzgadas por hechicería, y en el proceso declararon que no habían podido dañar el monasterio de los benedictinos porque se encontraba protegido por el signo de la santa Cruz. Se buscó entonces en el monasterio de Metten (Baviera, Alemania) y se encontraron pinturas antiguas con representaciones de esta cruz, con la inscripción que se explicará más abajo. Pero estas iniciales misteriosas no pudieron ser interpretadas, hasta que, en un manuscrito de la biblioteca, iluminado en el mismo monasterio de Metten, en 1414 y conservado hoy en la biblioteca estatal de Múnich, se vio una imagen de san Benito de Nursia, con esas palabras. Un manuscrito anterior, del siglo XIV y procedente de Austria, que se encuentra en la biblioteca de Wolfenbüttel, parece haber sido el origen de la imagen y del texto. El papa Benedicto XIV la aprobó en 1742 y la fórmula de su bendición se incorporó al Rito Romano. La versión final de esta medalla data del año 1880 en memoria de los 1400 años del natalicio de san Benito.
La medalla es usada de diversas maneras: colgado alrededor del cuello con una cadenita, en el rosario, en el bolsillo, en el centro de una cruz, en el coche o casa de los fieles y en los cimientos de un edificio.

## Descripción y simbolismos de la medalla
El nombre oficial es medalla de la Santa Cruz, como un signo de exaltación del amor a Cristo de acuerdo con los fieles cristianos. Quienes practican esta devoción le atribuyen poder para alejar el mal por medio de la fe en el misterio de la cruz y la intercesión de san Benito Abad.

### Anverso de la medalla

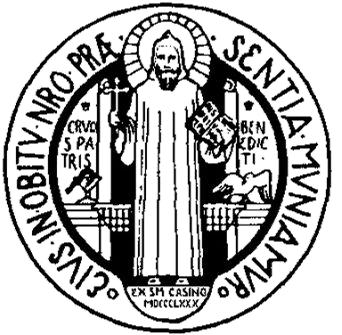
Anverso de la medalla de san Benito.

En la cara frontal de la medalla aparece la figura de Benito de Nursia sosteniendo en su mano derecha una cruz (a la que la tradición le adjudica un gran amor por parte del santo), y en su mano izquierda el libro de las Reglas, que él mismo escribió, con la oración de la buena muerte rodeando la figura del santo: Eius in obitu nostro (nro) præsentia muniamur!: "A la hora de nuestra muerte seamos protegidos por su presencia", pues san Benito es patrón de la buena muerte, junto con San José. En el fondo de la imagen aparece una copa envenenada, de la cual, cuando el santo hizo sobre ella la señal de la cruz, salió una serpiente. Un enemigo celoso intentó envenenarlo dándole una hogaza de pan envenenada, mas al pretender comérsela se la llevó un cuervo (estos detalles aparecen en la medalla). En el fondo de la imagen aparece la frase Crux Sancti Patris Benedicti (Cruz del Padre San Benito).

### Reverso de la medalla
El reverso muestra la cruz de san Benito con las siguientes iniciales:

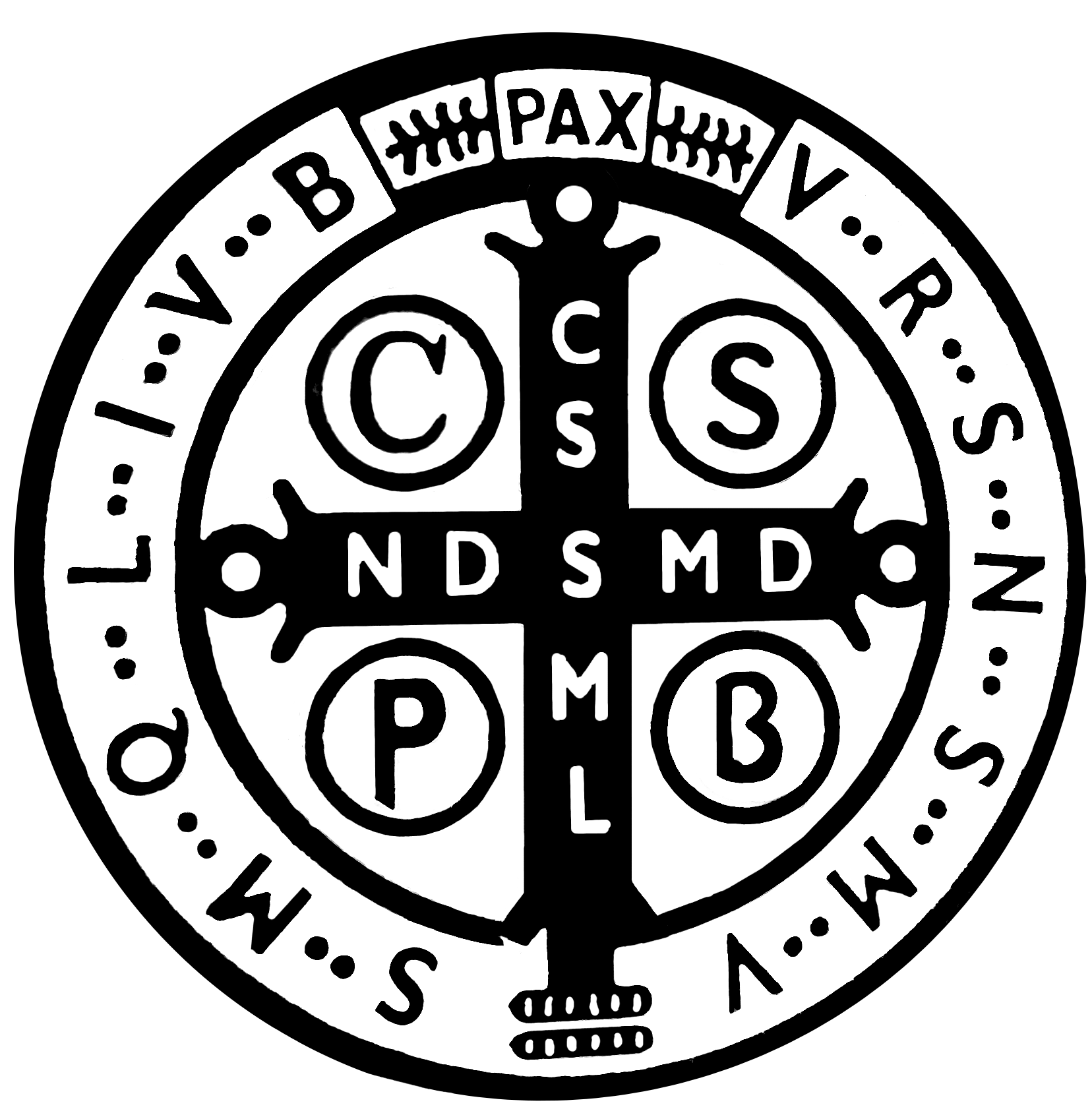
Reverso de la medalla de san Benito.

- Crux Sacra Sit Mihi Lux (C.S.S.M.L.): "Que la santa Cruz sea mi luz" (crucero vertical de la cruz).
- Non Draco Sit Mihi Dux (N.D.S.M.D.): "Que el dragón no sea mi lider" (crucero horizontal."Draco" era un demonio medieval).

En círculo, comenzando por arriba hacia la derecha:
- Vade Retro Satana! (V.R.S.): "¡Vuélvete, Satanás!" (Vade: "Ir". Retro: "Atrás").
- Nunquam (según algunas versiones, es Non) Suade Mihi Vana! (N.S.M.V.): "No me persuadas con cosas vanas".
- Sunt Mala Quae Libas (S.M.Q.L.): "Son malas las cosas que ofreces (para beber)".
- Ipse Venena bibas (I.V.B.): "Que bebas tu propio veneno".
- PAX: "Paz".

Algunas medallas incluyen también el monograma de Jesucristo: IHS, o JHS.

## Indulgencias

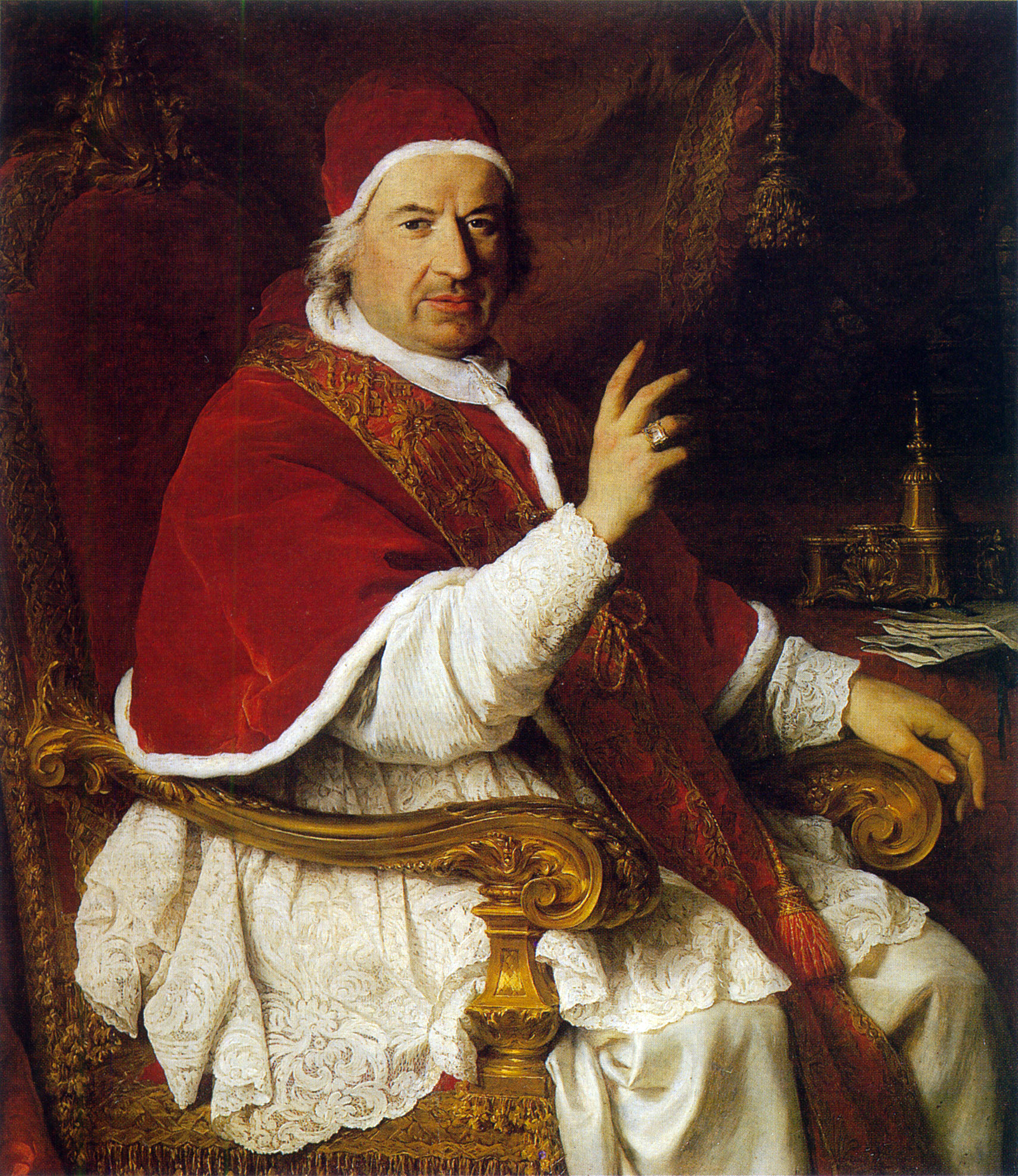
Benedicto XIV otorgó indulgencias a la medalla de san Benito.

El 12 de marzo de 1742 Benedicto XIV otorgó indulgencia plenaria a la medalla de san Benito si la persona cumple las siguientes condiciones:
Se realiza el Sacramento de la Reconciliación, recibe la Eucaristía, ora por el Santo Padre en las grandes fiestas y durante esa semana reza el santo rosario, visita a los enfermos, ayuda a los pobres, enseña la Fe Cristiana o participa en la Santa Misa. 
Las grandes fiestas de las que se habla arriba son: Navidad, Epifanía, Pascua de Resurrección, Ascensión, Pentecostés, la Santísima Trinidad, Corpus Christi, la Asunción de María, la Inmaculada Concepción, el nacimiento de María, todos los Santos y fiesta de san Benito.
Quienes lleven la medalla de san Benito a la hora de la muerte serán protegidos siempre que se encomienden al Padre, se confiesen y reciban la comunión o al menos invoquen el nombre de Jesús con profundo arrepentimiento.

### Indulgencias parciales
- Serán otorgados 200 días de indulgencia, si uno visita una semana a los enfermos o visita la iglesia o enseña a los niños la fe.
- 7 años de indulgencia, si uno celebra la Misa o está presente, y ora por el bienestar de los cristianos, o reza por sus gobernantes.
- 7 años si uno acompaña a los enfermos en el Día de Todos los Santos.
- 100 días si uno hace una oración antes de la Santa Misa o antes de recibir la sagrada Comunión.
- Cualquiera que por cuenta propia por su consejo o ejemplo convierta a un pecador, obtiene la remisión de la tercera parte de sus pecados.
- Cualquiera que el Jueves Santo o el día de Resurrección, después de una buena confesión y de recibir la Eucaristía, rece por la exaltación de la Iglesia, por las necesidades del Santo Padre, ganará las indulgencias que necesita.
- Cualquiera que rece por la exaltación de la Orden Benedictina, recibirá una porción de todas las buenas obras que realiza esta Orden.

## El Crucifijo con Medalla de San Benito

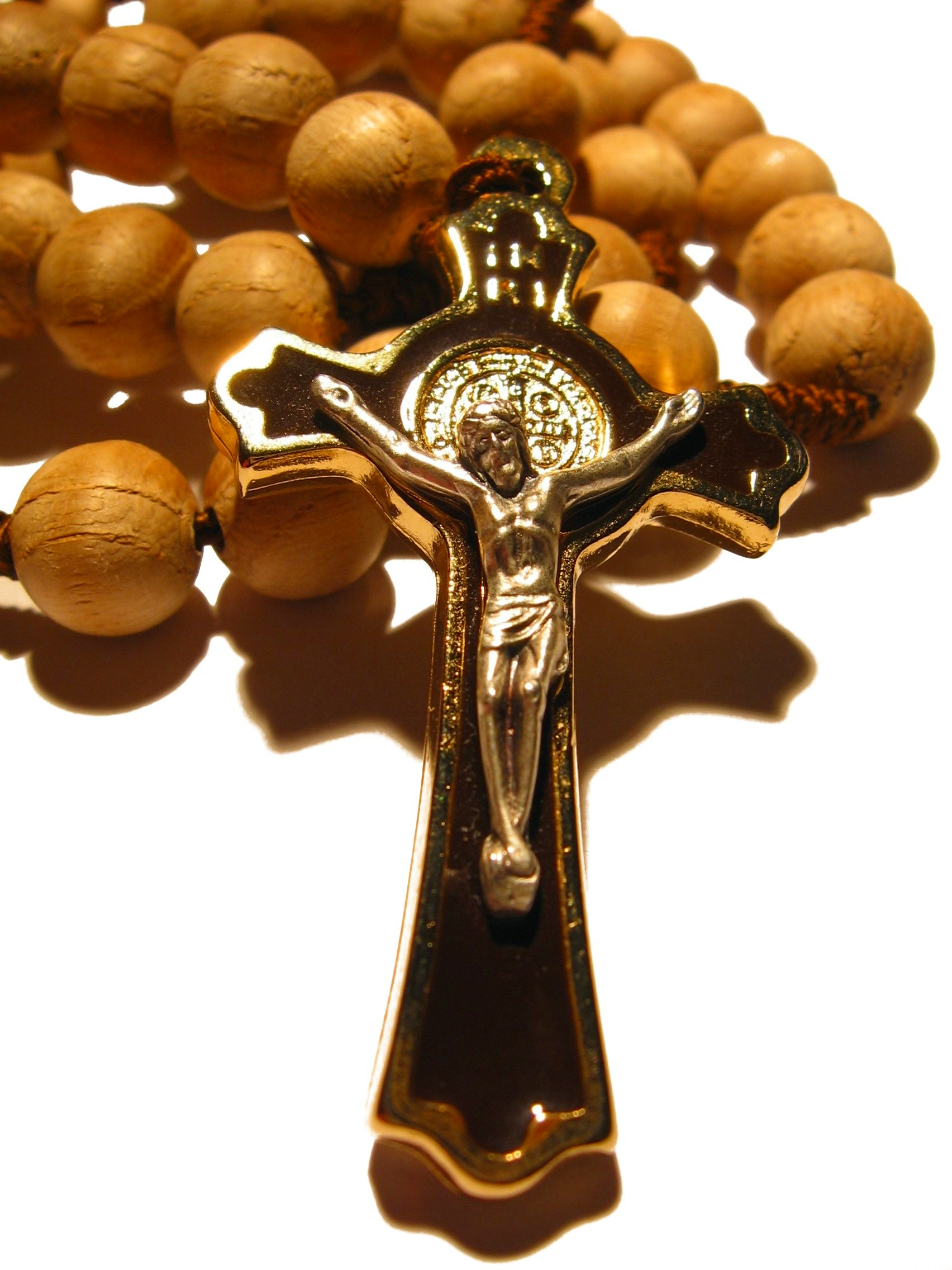
Un rosario con una medalla de San Benito en la cruz.

El crucifijo de la Buena Muerte y la medalla de san Benito han sido reconocidos por la Iglesia como una ayuda para el cristiano en la hora de tentación, peligro, mal, principalmente en la hora de la muerte. Le ha dado al crucifijo con la medalla la indulgencia plenaria.
La indulgencia plenaria de la Cruz de la Buena Muerte, quien realmente crea en la santa Cruz, no será apartado de Él, ganará indulgencia plenaria en la hora de la muerte. Si este se confiesa, recibe la Comunión o por lo menos con el arrepentimiento previo de sus pecados, llamando el Santo nombre de Jesús con devoción y aceptando resignadamente la muerte como venida de las manos de Dios. Para la indulgencia no basta la Cruz, debe representarse a Cristo crucificado. Esta cruz también ayuda a los enfermos para unir nuestros sufrimientos a los de Nuestro Salvador.
Aquel que haya sido excomulgado de la iglesia y arrepentido cumpla su penitencia una vez se haya confesado ante la autoridad, obispo o superior y comulgue el domingo de resurrección será glorificado obteniendo la indulgencia (Jn 13, 31-35).